# Coming Home (bài hát của Diddy – Dirty Money)
"Coming Home" là bài hát của rapper - nhà sản xuất người Mỹ Diddy cùng với ban nhạc của anh Dirty Money từ album đầu tay của họ Last Train to Paris. Nó đã được phát hành ngày 21 tháng 11 năm 2010 làm đĩa đơn thứ tư từ album. Ca khúc do Diddy, Shawn "Jay-Z" Carter, Alex da Kid và Skylar Grey sáng tác, đồng thời có sự góp giọng của Skylar Grey. Kid và Jay-Z cũng chịu trách nhiệm sản xuất bài hát và là món quá họ tặng Diddy cho album Last Train to Paris.
Cho đến nay, "Coming Home" là đĩa đơn thành công nhất của Diddy-Dirty Money và cũng là đĩa đơn đạt được vị trí xếp hạng tốt nhất trong số các đĩa đơn từ Last Train to Paris. "Coming Home" đạt vị trí 11 trên Billboard Hot 100 Hoa Kỳ và 9 ở Canada. Ca khúc dẫn đầu cả hai bảng xếp hạng ở Bỉ và Thụy Sĩ, đồng thời lọt vào top 5 ở Anh.

## Lịch sử phát hành và radio

### Phát hành trên radio
| Khu vực        | Ngày                 | Định dạng      |
| -------------- | -------------------- | -------------- |
| Hoa Kỳ         | 16 tháng 11 năm 2010 | CHR/Mainstream |
| Vương quốc Anh | 15 tháng 12 năm 2010 | Mainstream     |
| Vương quốc Anh | 23 tháng 12 năm 2010 | Urban          |

### Phát hành đĩa và nhạc số
| Khu vực        | Ngày                 | Định dạng      | Hãng đĩa            |
| -------------- | -------------------- | -------------- | ------------------- |
| Hoa Kỳ         | 21 tháng 11 năm 2010 | Nhạc số tải về | Bad Boy, Interscope |
| Bỉ             | 13 tháng 12 năm 2010 | Nhạc số tải về | Universal Music     |
| Phần Lan       | 13 tháng 12 năm 2010 | Nhạc số tải về | Universal Music     |
| Pháp           | 13 tháng 12 năm 2010 | Nhạc số tải về | Universal Music     |
| Na Uy          | 13 tháng 12 năm 2010 | Nhạc số tải về | Universal Music     |
| Hà Lan         | 17 tháng 12 năm 2010 | Nhạc số tải về | Universal Music     |
| Ireland        | 13 tháng 1 năm 2011  | Đĩa đơn số     | Universal Music     |
| Vương quốc Anh | 16 tháng 1 năm 2011  | Đĩa đơn số     | Polydor Records     |
| Vương quốc Anh | 17 tháng 1 năm 2011  | CD Single      | Polydor Records     |
| Đức            | 21 tháng 1 năm 2011  | CD Single      | Universal Music     |

## Danh sách track
| - Digital single 1. "Coming Home" featuring Skylar Grey - 3:59 2. "Coming Home" featuring Skylar Grey (Instrumental) - 3:59 - UK CD single 1. "Coming Home" featuring Skylar Grey (Album Version) - 3:59 2. "Coming Home" featuring Skylar Grey (Clean Version) - 3:59 | - Digital download 1. "Coming Home" featuring Skylar Grey - 3:59 - Germany CD Single 1. "Coming Home" featuring Skylar Grey - 4:00 2. "Hello Good Morning" featuring T.I. - 4:29 |

## Danh sách thực hiện
| - J Browz – additional piano, guitar và guitar bass - Shawn Carter (Jay-Z) – sáng tác, đồng sản xuất - Jermaine Cole (J. Cole) – sáng tác - Sean Combs (Diddy) – songwriter, giọng chính - Steve Dickey (Rock Star) – kĩ thuật - Dirty Money (Kalenna Harper, Dawn Richard) – giọng chính - Alexander Grant (Alex da Kid) – sáng tác, sản xuất - Zack Gurka – kĩ thuật - Holly Hafferman (Skylar Grey) – sáng tác, góp giọng | - Eric Hudson – Additional keyboards - Sly Jordan – vocal production - Chris Kasych – trợ lý kĩ thuật - Erik Madrid – assistant mix engineer - Manny Marroquin – trợ lý phối khí - Jarrod Newcomb – trợ lý kĩ thuật - Matthew Testa – kĩ thuật - Cassie Ventura – vocal nền phụ - Jeffrey Walker (J-Dub) – keyboard phụ |

## Xếp hạng và chứng nhận
| Bảng xếp hạng (2010–11)              | Vị trí cao nhất |
| ------------------------------------ | --------------- |
| Úc (ARIA)                            | 4               |
| Úc (ARIA Urban Singles)              | 2               |
| Áo (Ö3 Austria Top 40)               | 8               |
| Bỉ (Ultratop 50 Flanders)            | 17              |
| Bỉ (Ultratop 50 Wallonia)            | 27              |
| Canadian Hot 100                     | 7               |
| Cộng hòa Séc (Rádio Top 100)         | 26              |
| Pháp (SNEP)                          | 8               |
| Đức (GfK)                            | 4               |
| Ireland (IRMA)                       | 6               |
| Hà Lan (Single Top 100)              | 14              |
| New Zealand (Recorded Music NZ)      | 5               |
| Na Uy (VG-lista)                     | 13              |
| Ba Lan (ZPAV)                        | 4               |
| Scotland (OCC)                       | 3               |
| Slovakia (Rádio Top 100)             | 17              |
| Thụy Điển (Sverigetopplistan)        | 26              |
| Thụy Sĩ (Schweizer Hitparade)        | 1               |
| Anh Quốc R&B (OCC)                   | 1               |
| Anh Quốc (OCC)                       | 4               |
| Hoa Kỳ Billboard Hot 100             | 11              |
| Hoa Kỳ Pop Songs (Billboard)         | 9               |
| Hoa Kỳ R&B/Hip-Hop Songs (Billboard) | 83              |
| Hoa Kỳ Rap Songs (Billboard)         | 21              |

| quốc gia | Cấp bởi | Chứng nhận |
| -------- | ------- | ---------- |
| Úc       | ARIA    | Bạch kim   |
| Thụy Sĩ  | IFPI    | Vàng       |
| Hoa Kỳ   | RIAA    | Bạch kim   |